# Disney Interactive
Disney Interactive, aussi appelée Disney Games and Interactive Experiences, est une filiale de la sous-division Parks, Experiences and Products de la Walt Disney Company.
Elle est responsable des sites web et médias interactifs de l'entreprise. Historiquement, elle a produit, fait produire et distribuer les jeux vidéo basés sur les productions de Disney et ses filiales, comme ABC ou ESPN dès 1996.

## Histoire et organisation
Cette filiale a été fondée en décembre 1994 même si Disney avait déjà fait produire de nombreux titres par sa filiale Walt Disney Computer Software. La société est rattachée à la division des produits de consommations de la Walt Disney Company. La diffusion des produits se fait sous le label Buena Vista Interactive depuis 2003 puis Disney Interactive Studios.
La société produit pour quatre segments du marché des jeux vidéo :
- L'Eduction
- La Créativité
- Les jeux sous-divisés en
  - Jeux d'Action
  - Jeux pour enfants
  - Jeux familiaux
- Les Sports.

Elle a signé de nombreux contrats avec les leaders du marché des jeux vidéo tels que Sony Computer Entertainment, Nintendo, Activision, Eidos, Konami, Square ou Ubi Soft.
Les jeux éducatifs sont souvent produits conjointement par ou sous la supervision de la société Disney Educational Software.
Le 16 mars 2017, Capcom annonce la ressortie le 18 avril de plusieurs titres phares 8 bits de Disney Interactive des années 1990 sous le nom The Disney Afternoon Collection sur Xbox One, PlayStation 4 et PC dont Disney's Darkwing Duck, Disney's DuckTales, Disney's DuckTales 2, Disney's Chip'n Dale: Rescue Rangers, Disney's Chip'n Dale: Rescue Rangers 2 et Disney's TaleSpin,.
Le 1er juillet 2018, une série intitulée Legend of the Three Caballeros, reprenant les personnages du film Les Trois Caballeros (1944) de 13 épisodes de 22 minutes a débuté exclusivement sur le service DisneyLife aux Philippines développée par Disney Interactive et non pas Disney Television Animation. Le 21 août 2018, Zynga signe un contrat avec Disney pour un nouveau jeu vidéo sur mobile Star Wars ainsi que la gestion de Star Wars: Commander lancé en 2014 par Disney Interactive.

## Jeux publiés
| Ordinateurs | Consoles portables | Consoles 64 bits |
| --- | --- | --- |
| PC | Game Boy | Game Cube |
| - 1 001 Pattes - Les 101 Dalmatiens : Escape From DeVil Manor - Les102 Dalmatiens : Les Chiots disparus - Arachnophobia - Atlantis: The Lost Empire - Search for the Journal - Atlantis: The Lost Empire - Trial by Fire - Dick Tracy: The Crime Solving Adventure - Disney Girlfriends - Disney Hotshots: The Little Mermaid Interactive Story Studio - Disney's Aladdin Chess Adventures - Disney's Brother Bear - Disney's Lilo and Stitch Junior Game - Disney's Lion King II: Simba's Pride Gamebreak - Disney's Spy Kids Mega Mission Zone - Disney's Tarzan Untamed - Disney's The Emperor's New Grove Action Game - Disney's Villians Revenge - Disney's You can Fly With Tinker Bell - Donald Couak Attak - Donald in Maui Mallard - Hades Challenge - Hare Raising Havoc - Hercule - Imagineer Ultimate Ride - Lion King - Le Monde de Nemo - Panique à Mickey Ville - Piglet's Big Game - Pirates of the Caribbean Online - La Planète au trésor : La Bataille de Procyon - Spy Kids 3 : Mission 3D - Stunt Island - Toontown Online - Toy Story - Toy Story 2 - Ultimate Ride - Ultimate Ride Coaster Deluxe - Ultimate Ride Disney Coaster - Walt Disney's The Jungle Book - Who Wants To Be A Millionaire? - Who Wants To Be A Millionaire? Kids Edition - W.I.T.C.H. | - 1 001 Pattes - Aladdin - La Bande à Picsou - Le Roi lion - Mickey Mouse Magic Wands - Pocahontas | - Le Monde de Nemo - Pocahontas |
| - 1 001 Pattes - Les 101 Dalmatiens : Escape From DeVil Manor - Les102 Dalmatiens : Les Chiots disparus - Arachnophobia - Atlantis: The Lost Empire - Search for the Journal - Atlantis: The Lost Empire - Trial by Fire - Dick Tracy: The Crime Solving Adventure - Disney Girlfriends - Disney Hotshots: The Little Mermaid Interactive Story Studio - Disney's Aladdin Chess Adventures - Disney's Brother Bear - Disney's Lilo and Stitch Junior Game - Disney's Lion King II: Simba's Pride Gamebreak - Disney's Spy Kids Mega Mission Zone - Disney's Tarzan Untamed - Disney's The Emperor's New Grove Action Game - Disney's Villians Revenge - Disney's You can Fly With Tinker Bell - Donald Couak Attak - Donald in Maui Mallard - Hades Challenge - Hare Raising Havoc - Hercule - Imagineer Ultimate Ride - Lion King - Le Monde de Nemo - Panique à Mickey Ville - Piglet's Big Game - Pirates of the Caribbean Online - La Planète au trésor : La Bataille de Procyon - Spy Kids 3 : Mission 3D - Stunt Island - Toontown Online - Toy Story - Toy Story 2 - Ultimate Ride - Ultimate Ride Coaster Deluxe - Ultimate Ride Disney Coaster - Walt Disney's The Jungle Book - Who Wants To Be A Millionaire? - Who Wants To Be A Millionaire? Kids Edition - W.I.T.C.H. | - 1 001 Pattes - Aladdin - La Bande à Picsou - Le Roi lion - Mickey Mouse Magic Wands - Pocahontas | Nintendo 64 |
| - 1 001 Pattes - Les 101 Dalmatiens : Escape From DeVil Manor - Les102 Dalmatiens : Les Chiots disparus - Arachnophobia - Atlantis: The Lost Empire - Search for the Journal - Atlantis: The Lost Empire - Trial by Fire - Dick Tracy: The Crime Solving Adventure - Disney Girlfriends - Disney Hotshots: The Little Mermaid Interactive Story Studio - Disney's Aladdin Chess Adventures - Disney's Brother Bear - Disney's Lilo and Stitch Junior Game - Disney's Lion King II: Simba's Pride Gamebreak - Disney's Spy Kids Mega Mission Zone - Disney's Tarzan Untamed - Disney's The Emperor's New Grove Action Game - Disney's Villians Revenge - Disney's You can Fly With Tinker Bell - Donald Couak Attak - Donald in Maui Mallard - Hades Challenge - Hare Raising Havoc - Hercule - Imagineer Ultimate Ride - Lion King - Le Monde de Nemo - Panique à Mickey Ville - Piglet's Big Game - Pirates of the Caribbean Online - La Planète au trésor : La Bataille de Procyon - Spy Kids 3 : Mission 3D - Stunt Island - Toontown Online - Toy Story - Toy Story 2 - Ultimate Ride - Ultimate Ride Coaster Deluxe - Ultimate Ride Disney Coaster - Walt Disney's The Jungle Book - Who Wants To Be A Millionaire? - Who Wants To Be A Millionaire? Kids Edition - W.I.T.C.H. | - 1 001 Pattes - Aladdin - La Bande à Picsou - Le Roi lion - Mickey Mouse Magic Wands - Pocahontas | - 1 001 Pattes |
| - 1 001 Pattes - Les 101 Dalmatiens : Escape From DeVil Manor - Les102 Dalmatiens : Les Chiots disparus - Arachnophobia - Atlantis: The Lost Empire - Search for the Journal - Atlantis: The Lost Empire - Trial by Fire - Dick Tracy: The Crime Solving Adventure - Disney Girlfriends - Disney Hotshots: The Little Mermaid Interactive Story Studio - Disney's Aladdin Chess Adventures - Disney's Brother Bear - Disney's Lilo and Stitch Junior Game - Disney's Lion King II: Simba's Pride Gamebreak - Disney's Spy Kids Mega Mission Zone - Disney's Tarzan Untamed - Disney's The Emperor's New Grove Action Game - Disney's Villians Revenge - Disney's You can Fly With Tinker Bell - Donald Couak Attak - Donald in Maui Mallard - Hades Challenge - Hare Raising Havoc - Hercule - Imagineer Ultimate Ride - Lion King - Le Monde de Nemo - Panique à Mickey Ville - Piglet's Big Game - Pirates of the Caribbean Online - La Planète au trésor : La Bataille de Procyon - Spy Kids 3 : Mission 3D - Stunt Island - Toontown Online - Toy Story - Toy Story 2 - Ultimate Ride - Ultimate Ride Coaster Deluxe - Ultimate Ride Disney Coaster - Walt Disney's The Jungle Book - Who Wants To Be A Millionaire? - Who Wants To Be A Millionaire? Kids Edition - W.I.T.C.H. | Game Boy Advance | PlayStation |
| - 1 001 Pattes - Les 101 Dalmatiens : Escape From DeVil Manor - Les102 Dalmatiens : Les Chiots disparus - Arachnophobia - Atlantis: The Lost Empire - Search for the Journal - Atlantis: The Lost Empire - Trial by Fire - Dick Tracy: The Crime Solving Adventure - Disney Girlfriends - Disney Hotshots: The Little Mermaid Interactive Story Studio - Disney's Aladdin Chess Adventures - Disney's Brother Bear - Disney's Lilo and Stitch Junior Game - Disney's Lion King II: Simba's Pride Gamebreak - Disney's Spy Kids Mega Mission Zone - Disney's Tarzan Untamed - Disney's The Emperor's New Grove Action Game - Disney's Villians Revenge - Disney's You can Fly With Tinker Bell - Donald Couak Attak - Donald in Maui Mallard - Hades Challenge - Hare Raising Havoc - Hercule - Imagineer Ultimate Ride - Lion King - Le Monde de Nemo - Panique à Mickey Ville - Piglet's Big Game - Pirates of the Caribbean Online - La Planète au trésor : La Bataille de Procyon - Spy Kids 3 : Mission 3D - Stunt Island - Toontown Online - Toy Story - Toy Story 2 - Ultimate Ride - Ultimate Ride Coaster Deluxe - Ultimate Ride Disney Coaster - Walt Disney's The Jungle Book - Who Wants To Be A Millionaire? - Who Wants To Be A Millionaire? Kids Edition - W.I.T.C.H. | - Aladdin - Disney's Lilo & Stitch - Disney's Lilo & Stitch 2: Hamsterviel Havoc - Disney's Lizzie McGuire 2: Lizzie Diaries - Disney's Lizzie McGuire: On The Go - Disney's Spy Kids Challenger - Disney's That's So Raven - Disney's Treasure Planet - Home on the Range - Frère des ours - Kim Possible 2: Drakken's Demise - Kim Possible: Revenge of Monkey Fist - Peter Pan: Return to Neverland - Piglet's Big Game - Spy Kids 3 : Mission 3D - Tim Burton's The Nightmare Before Christmas: The Pumpkin King - La Planète au trésor : La Bataille de Procyon - W.I.T.C.H. | - 1 001 Pattes - Disney's Tarzan - Mulan - La Planète au trésor : La Bataille de Procyon                                                                         |
| - 1 001 Pattes - Les 101 Dalmatiens : Escape From DeVil Manor - Les102 Dalmatiens : Les Chiots disparus - Arachnophobia - Atlantis: The Lost Empire - Search for the Journal - Atlantis: The Lost Empire - Trial by Fire - Dick Tracy: The Crime Solving Adventure - Disney Girlfriends - Disney Hotshots: The Little Mermaid Interactive Story Studio - Disney's Aladdin Chess Adventures - Disney's Brother Bear - Disney's Lilo and Stitch Junior Game - Disney's Lion King II: Simba's Pride Gamebreak - Disney's Spy Kids Mega Mission Zone - Disney's Tarzan Untamed - Disney's The Emperor's New Grove Action Game - Disney's Villians Revenge - Disney's You can Fly With Tinker Bell - Donald Couak Attak - Donald in Maui Mallard - Hades Challenge - Hare Raising Havoc - Hercule - Imagineer Ultimate Ride - Lion King - Le Monde de Nemo - Panique à Mickey Ville - Piglet's Big Game - Pirates of the Caribbean Online - La Planète au trésor : La Bataille de Procyon - Spy Kids 3 : Mission 3D - Stunt Island - Toontown Online - Toy Story - Toy Story 2 - Ultimate Ride - Ultimate Ride Coaster Deluxe - Ultimate Ride Disney Coaster - Walt Disney's The Jungle Book - Who Wants To Be A Millionaire? - Who Wants To Be A Millionaire? Kids Edition - W.I.T.C.H. | - Aladdin - Disney's Lilo & Stitch - Disney's Lilo & Stitch 2: Hamsterviel Havoc - Disney's Lizzie McGuire 2: Lizzie Diaries - Disney's Lizzie McGuire: On The Go - Disney's Spy Kids Challenger - Disney's That's So Raven - Disney's Treasure Planet - Home on the Range - Frère des ours - Kim Possible 2: Drakken's Demise - Kim Possible: Revenge of Monkey Fist - Peter Pan: Return to Neverland - Piglet's Big Game - Spy Kids 3 : Mission 3D - Tim Burton's The Nightmare Before Christmas: The Pumpkin King - La Planète au trésor : La Bataille de Procyon - W.I.T.C.H. | PlayStation 2 |
| - 1 001 Pattes - Les 101 Dalmatiens : Escape From DeVil Manor - Les102 Dalmatiens : Les Chiots disparus - Arachnophobia - Atlantis: The Lost Empire - Search for the Journal - Atlantis: The Lost Empire - Trial by Fire - Dick Tracy: The Crime Solving Adventure - Disney Girlfriends - Disney Hotshots: The Little Mermaid Interactive Story Studio - Disney's Aladdin Chess Adventures - Disney's Brother Bear - Disney's Lilo and Stitch Junior Game - Disney's Lion King II: Simba's Pride Gamebreak - Disney's Spy Kids Mega Mission Zone - Disney's Tarzan Untamed - Disney's The Emperor's New Grove Action Game - Disney's Villians Revenge - Disney's You can Fly With Tinker Bell - Donald Couak Attak - Donald in Maui Mallard - Hades Challenge - Hare Raising Havoc - Hercule - Imagineer Ultimate Ride - Lion King - Le Monde de Nemo - Panique à Mickey Ville - Piglet's Big Game - Pirates of the Caribbean Online - La Planète au trésor : La Bataille de Procyon - Spy Kids 3 : Mission 3D - Stunt Island - Toontown Online - Toy Story - Toy Story 2 - Ultimate Ride - Ultimate Ride Coaster Deluxe - Ultimate Ride Disney Coaster - Walt Disney's The Jungle Book - Who Wants To Be A Millionaire? - Who Wants To Be A Millionaire? Kids Edition - W.I.T.C.H. | - Aladdin - Disney's Lilo & Stitch - Disney's Lilo & Stitch 2: Hamsterviel Havoc - Disney's Lizzie McGuire 2: Lizzie Diaries - Disney's Lizzie McGuire: On The Go - Disney's Spy Kids Challenger - Disney's That's So Raven - Disney's Treasure Planet - Home on the Range - Frère des ours - Kim Possible 2: Drakken's Demise - Kim Possible: Revenge of Monkey Fist - Peter Pan: Return to Neverland - Piglet's Big Game - Spy Kids 3 : Mission 3D - Tim Burton's The Nightmare Before Christmas: The Pumpkin King - La Planète au trésor : La Bataille de Procyon - W.I.T.C.H. | - Disney Golf - Disney Move - Le Monde de Nemo - Disney Donald - qui est PK ? - Disney/Pixar Monstres & Cie, L'île de l'épouvante - Disney Stitch Expérience 626 |
| Macintosh | Game Gear | Xbox |
| - Burper - Slingshooter | - Aladdin - Bonkers: Wax Up! - Castle of Illusion Starring Mickey Mouse - Donald Duck: The Lucky Dime Caper - Le Roi lion - Mickey's Ultimate Challenge - Pocahontas - Le Livre de la jungle | - L'Étrange Noël de monsieur Jack : La Revanche d'Oogie |

| Consoles 16 bits | Consoles 16 bits | Consoles 8 bits |
| --- | --- | --- |
| Super NES | Mega Drive (Genesis) | Master System |
| - Bonkers - Crazy Chase - Goof Troop - Home Improvement: Power Tool Pursuit - Maui Mallard in Cold Shadow - Mickey Mouse in Tokyo Disneyland - Mickey's Ultimate Challenge - Pinocchio - Toy Story | - Beauty And The Beast: Roar of the Beast - Bonkers - Donald Duck in Maui Mallard - Fantasia - Gargoyles - Mickey's Ultimate Challenge - Pocahontas - Quack Shot - Toy Story | - Aladdin - Ariel The Litle Mermaid - Bonker1s Wax Up! - Deep Duck Trouble Starring Donald Duck - The Lucky Dime Caper Starring Donald Duck - Castle of Illusion Starring Mickey Mouse - Land of Illusion Starring Mickey Mouse - Legend of Illusion Starring Mickey Mouse - Mickey's Ultimate Challenge Starring Mickey Mouse - The Jungle Book Starring Mogli - The Lion King |

## Jeux développés
| Ordinateurs | Consoles portables | Consoles 64 bits |
| --- | --- | --- |
| PC | Game Boy | Game Cube |
| - Disney Hotshots: The Little Mermaid Interactive Story Studio - Disney's Lion King II: Simba's Pride Gamebreak - Disney's The Emperor's New Grove Action Game - Disney's Timon and Pumbaa's Jungle Games - Disney's Villians Revenge - Gadget and the Gadgetinis - Hades Challenge - Hercules - Piglet's Big Game - Spy Kids 3 : Mission 3D - Stunt Island - Toontown Online - Who Wants To Be A Millionaire? Kids Edition | - Mickey Mouse Magic Wands - Mickey's Ultimate Challenge | |
| - Disney Hotshots: The Little Mermaid Interactive Story Studio - Disney's Lion King II: Simba's Pride Gamebreak - Disney's The Emperor's New Grove Action Game - Disney's Timon and Pumbaa's Jungle Games - Disney's Villians Revenge - Gadget and the Gadgetinis - Hades Challenge - Hercules - Piglet's Big Game - Spy Kids 3 : Mission 3D - Stunt Island - Toontown Online - Who Wants To Be A Millionaire? Kids Edition | Game Boy Color | Nintendo 64 |
| - Disney Hotshots: The Little Mermaid Interactive Story Studio - Disney's Lion King II: Simba's Pride Gamebreak - Disney's The Emperor's New Grove Action Game - Disney's Timon and Pumbaa's Jungle Games - Disney's Villians Revenge - Gadget and the Gadgetinis - Hades Challenge - Hercules - Piglet's Big Game - Spy Kids 3 : Mission 3D - Stunt Island - Toontown Online - Who Wants To Be A Millionaire? Kids Edition | - Disney's The Little Mermaid II: Pinball Frenzy | |
| - Disney Hotshots: The Little Mermaid Interactive Story Studio - Disney's Lion King II: Simba's Pride Gamebreak - Disney's The Emperor's New Grove Action Game - Disney's Timon and Pumbaa's Jungle Games - Disney's Villians Revenge - Gadget and the Gadgetinis - Hades Challenge - Hercules - Piglet's Big Game - Spy Kids 3 : Mission 3D - Stunt Island - Toontown Online - Who Wants To Be A Millionaire? Kids Edition | Game Boy Advance | PlayStation |
| - Disney Hotshots: The Little Mermaid Interactive Story Studio - Disney's Lion King II: Simba's Pride Gamebreak - Disney's The Emperor's New Grove Action Game - Disney's Timon and Pumbaa's Jungle Games - Disney's Villians Revenge - Gadget and the Gadgetinis - Hades Challenge - Hercules - Piglet's Big Game - Spy Kids 3 : Mission 3D - Stunt Island - Toontown Online - Who Wants To Be A Millionaire? Kids Edition | - Disney's Herbie: Fully Loaded - Disney's Lilo & Stitch 2: Hamsterviel Havoc - Disney's Lizzie McGuire 2: Lizzie Diaries - Disney's Lizzie McGuire: On The Go - Disney's Spy Kids Challenger - Disney's That's So Raven - Disney's Treasure Planet - Home on the Range - Piglet's Big Game - Spy Kids 3 : Mission 3D | - Monsters, Inc. Scream Team - Mulan - My Disney Kitchen - Peter Pan in Disney's Return to Never Land - Toy Story Racer - Walt Disney's The Jungle Book Rhythm N' Groove - Winnie The Pooh: Kindergarten - Winnie The Pooh: Preschool          |
| - Disney Hotshots: The Little Mermaid Interactive Story Studio - Disney's Lion King II: Simba's Pride Gamebreak - Disney's The Emperor's New Grove Action Game - Disney's Timon and Pumbaa's Jungle Games - Disney's Villians Revenge - Gadget and the Gadgetinis - Hades Challenge - Hercules - Piglet's Big Game - Spy Kids 3 : Mission 3D - Stunt Island - Toontown Online - Who Wants To Be A Millionaire? Kids Edition | - Disney's Herbie: Fully Loaded - Disney's Lilo & Stitch 2: Hamsterviel Havoc - Disney's Lizzie McGuire 2: Lizzie Diaries - Disney's Lizzie McGuire: On The Go - Disney's Spy Kids Challenger - Disney's That's So Raven - Disney's Treasure Planet - Home on the Range - Piglet's Big Game - Spy Kids 3 : Mission 3D | PlayStation 2 |
| - Disney Hotshots: The Little Mermaid Interactive Story Studio - Disney's Lion King II: Simba's Pride Gamebreak - Disney's The Emperor's New Grove Action Game - Disney's Timon and Pumbaa's Jungle Games - Disney's Villians Revenge - Gadget and the Gadgetinis - Hades Challenge - Hercules - Piglet's Big Game - Spy Kids 3 : Mission 3D - Stunt Island - Toontown Online - Who Wants To Be A Millionaire? Kids Edition | - Disney's Herbie: Fully Loaded - Disney's Lilo & Stitch 2: Hamsterviel Havoc - Disney's Lizzie McGuire 2: Lizzie Diaries - Disney's Lizzie McGuire: On The Go - Disney's Spy Kids Challenger - Disney's That's So Raven - Disney's Treasure Planet - Home on the Range - Piglet's Big Game - Spy Kids 3 : Mission 3D | - Disney Move - Disney's Dinosaur - Gadget and the Gadgetinis - Kingdom Hearts - Kingdom Hearts Final Mix - Kingdom Hearts: Chain of Memories - Kingdom Hearts 2 - Kingdom Hearts 2 Final Mix - Walt Disney's The Jungle Book Rhythm N' Groove |
| Macintosh | Game Gear | Xbox |
| - Burper - Slingshooter | - Castle of Illusion Starring Mickey Mouse | |

| Consoles 16 bits                                                                                         | Consoles 16 bits                                                          | Consoles 8 bits                            |
| --- | ------------------------------------------------------------------------- | ------------------------------------------ |
| Super NES                                                                                                | Mega Drive (Genesis)                                                      | Master System                              |
| - Disney's Aladdin - Disney's Timon and Pumbaa's Jungle Games - Goof Troop - Mickey's Ultimate Challenge | - Castle of Illusion Starring Mickey Mouse - Disney's Aladdin - Pinocchio | - Castle of Illusion Starring Mickey Mouse |